# Pigeon (Michigan)
Pigeon – wieś w Stanach Zjednoczonych, w stanie Michigan, w hrabstwie Huron.